# Pont du Roc
Le pont du Roc est un pont situé au pied du Roc, à 300 m de l'entrée est de Castellane en France, dans les Alpes-de-Haute-Provence, sur l'ancien tracé de la RN 85, nommée Route Napoléon. Il enjambe le Verdon. Il est désaffecté depuis 1967 et ne sert plus que de passerelle piétons.

## Histoire
Une voie romaine passait par Castellane. On peut donc supposer que les romains avaient déjà construits un pont sur le Verdon. Un pont a été détruit en 812. Un pont en bois existe au XIe siècle. Il est détruit en 1262 par Charles d'Anjou, frère de Saint-Louis.
Le pont a été reconstruit mais son mode de reconstruction a été l'objet de discussions. On note ainsi dans le testament passé le 6 juin 1303 par Raymonde, femme de Ryamond Trovel de Castellane qu'elle léguait à l'œuvre du pont dix sous s'il était reconstruit en pierre autrement rien... . On note qu'en 1390, les bandes de routiers du seigneur de Beaufort le détruisirent en quittant Castellane.
Pour le reconstruire, il fallait mobiliser des moyens financiers suffisants. Ainsi Marie, mère de Louis II d'Anjou, comte de Provence, produisit des lettres patentes abandonnant pendant deux ans les revenus de ses domaines à Castellane. Pour augmenter les revenus financiers, on s'adressa à l'antipape Benoît XIII qui accorda des indulgences en 1399 pour sa reconstruction. La province vota aussi des subsides. 
D'après une date gravée sur la paroi du Roc, aujourd'hui illisible, c'est en 1404 que les travaux commencèrent. Les constructeurs du pont étaient Jean de Tors, Pierre Serralher et Armand Sauveur. En 1406 ils passèrent un contrat de sous-traitance pour la réalisation des échafaudages et du cintre à Jean Félize (ou Félizo) d'Orange. On note que le 11 juin 1407, le bailli de Castellane faisait voter par les consuls de la ville que ...le pont serait gardé entre l'Angélus du soir et l'Angélus du matin... pour éviter le vol des matériaux. On ne connaît pas la date d'achèvement du pont.
Le pont a été réparé plusieurs fois, en 1471, 1475, 1696, 1702.
Il vit passer les troupes huguenotes de Lesdiguières en 1586. En janvier 1747, le général baron de Neuhaus est blessé et fait prisonnier sur le pont par l'infanterie franco-espagnole qui poursuivait les troupes austro-sardes pendant la guerre de Succession d'Autriche.
Ce pont est franchi le 3 mars 1815 par Napoléon Ier pendant son retour de l'île d'Elbe. 
La Résistance y accrocha en juillet 1944 les troupes allemandes qui se repliaient.
À la suite de désordres en 1967, il est désaffecté. La qualité de l'ouvrage a conduit à décider sa réparation. Des travaux de confortement ont été entrepris en 1968 avec injection de ciment et pose de tirants.

## Description
Pont à une arche segmentaire de grande ouverture.
- Ouverture totale : 33,10 m
- Rayon de l'intrados de l'arche : 22,95 m
- Largeur totale : 4,74 m
- Largeur entre garde-corps (largeur roulable) : 3,90 m
- Hauteur du garde-corps : 1 m

L'arche n'est pas symétrique Depuis la clé de l'arche :
- ouverture de la demi-arche en rive gauche : 18,35 m
- ouverture de la demi-arche en rive droite : 14,75 m
- Épaisseur totale de l'arche : 1,05 m

### Sources
- Pont du Roc sur Structurae.